# Hradiště, Rokycany
Hradiště là một làng thuộc huyện Rokycany, vùng Plzeňský, Cộng hòa Séc.